# Hermann Franz (SS-Mitglied)
Hermann Friedrich Franz (* 16. August 1891 in Stötteritz; † 18. Februar 1969 in Bonn) war ein deutscher  Polizeioffizier, zuletzt im Rang eines Generalmajors der Polizei und SS-Brigadeführers.

## Leben
Franz besuchte von 1898 bis 1906 die Bürgerschule in Dresden. Danach ging er an die Unteroffiziervorschule nach Struppen und 1909 an die Unteroffiziersschule nach Marienberg, die er als Unteroffizier verließ. Er nahm am Ersten Weltkrieg teil und trat 1920 als Leutnant in den Polizeidienst ein.
Franz trat der NSDAP zum 1. Dezember 1931 bei (Mitgliedsnummer 824.526). Von 1933 bis 1938 war er Polizeidirektor in Plauen.
Nach Beginn des Zweiten Weltkrieges war er im Zuge der deutschen Besetzung Polens bis Oktober 1939 Kommandeur der Ordnungspolizei beim Armeeoberkommando 8. Anfang August 1940 trat er der SS bei (SS-Nummer 361.279), in die er als SS-Obersturmbannführer übernommen wurde. Nach dem Überfall auf die Sowjetunion wurde Franz im Juli 1941 Kommandeur des Polizeiregiments Süd in der Ukraine, welches am Judenmord in der Ukraine teilnahm.
Vom Juni 1942 bis August 1943 fungierte er als erster Kommandeur das Polizei-Gebirgsjäger-Regiment 18, er verfasste gemeinsam mit Offizieren eine Chronik im Stile des Landser über die Einsätze dieses Regiments bis Kriegsende. Sie wurde 1963 veröffentlicht.
Von November 1943 bis Februar 1945 war er Befehlshaber der Ordnungspolizei in Athen, und ab Ende September 1944 in Personalunion für einen Monat kommissarisch Höherer SS- und Polizeiführer in Griechenland.
Franz wurde im September 1944 zum Generalmajor der Polizei befördert und in der Folge durch Dienstangleichung zum SS-Brigadeführer auf. Als Befehlshaber der Ordnungspolizei war er von Februar 1945 bis zum Kriegsende in Norwegen eingesetzt, wo er in britische Kriegsgefangenschaft geriet, aus der er 1947 entlassen wurde. 

## Werke
- Gebirgsjäger der Polizei. Polizei-Gebirgsjäger-Regiment 18 und Polizei-Gebirgs-Artillerieabteilung 1942–1945, Bad Nauheim 1963